# Веденов, Афанасий Григорьевич
Афанасий Григорьевич Веденов (1896 — ?) — советский металлург, лауреат Сталинской и Ленинской премий.

## Биография
Родился 10 (22 августа) 1896 года в деревне Поповская (ныне Шуйский район, Ивановская область).
В 1915 году окончил Петроградскую школу прапорщиков и был направлен на фронт, дослужился до офицерского звания. В 1918 году вступил в РККА.
Окончил Ленинградский горный институт (1928).
В 1925 — 1972 годы работал на ленинградском Кировском заводе (в 1941—1944 годы в Челябинске): техник, инженер, заведующий техническим бюро, начальник термического цеха, начальник металлургического цеха, начальник металлургического отдела, главный инженер, главный металлург.

## Признание
- Сталинская премия третьей степени (1943) — за разработку и внедрение в промышленность новых марок сталей, дающих большую экономию ферросплавов
- Ленинская премия (1965) — за разработку, внедрение в производство и создание комплекса прессовых установок и прессовых автоматических линий для изготовления литейных земляных форм методом прессования под высоким давлением.
- орден Ленина (7.8.1944)
- орден Трудового Красного знамени (19.9.1941)
- орден Красной Звезды (4.6.1942)
- медаль «За победу над Германией в Великой Отечественной войне 1941-1945 гг.»
- медаль «За оборону Ленинграда»